# میژیانگ
میژیانگ (به لاتین: Meijiang District) یک سکونتگاه مسکونی در جمهوری خلق چین است که در ماوژوا واقع شده‌است.

## خصوصیات
میژیانگ ۳۲۳ کیلومترمربع مساحت و ۳۰۶٬۱۰۰ نفر جمعیت دارد.